# Tobera (Burgos)
Tobera es una localidad del municipio burgalés de Frías, en la Comunidad Autónoma de Castilla y León (España). 
La iglesia está dedicada a san Vicente mártir.
En sus inmediaciones se encuentra la ermita medieval de Santa María de la Hoz, encajada casi a la salida del desfiladero del río Molinar.

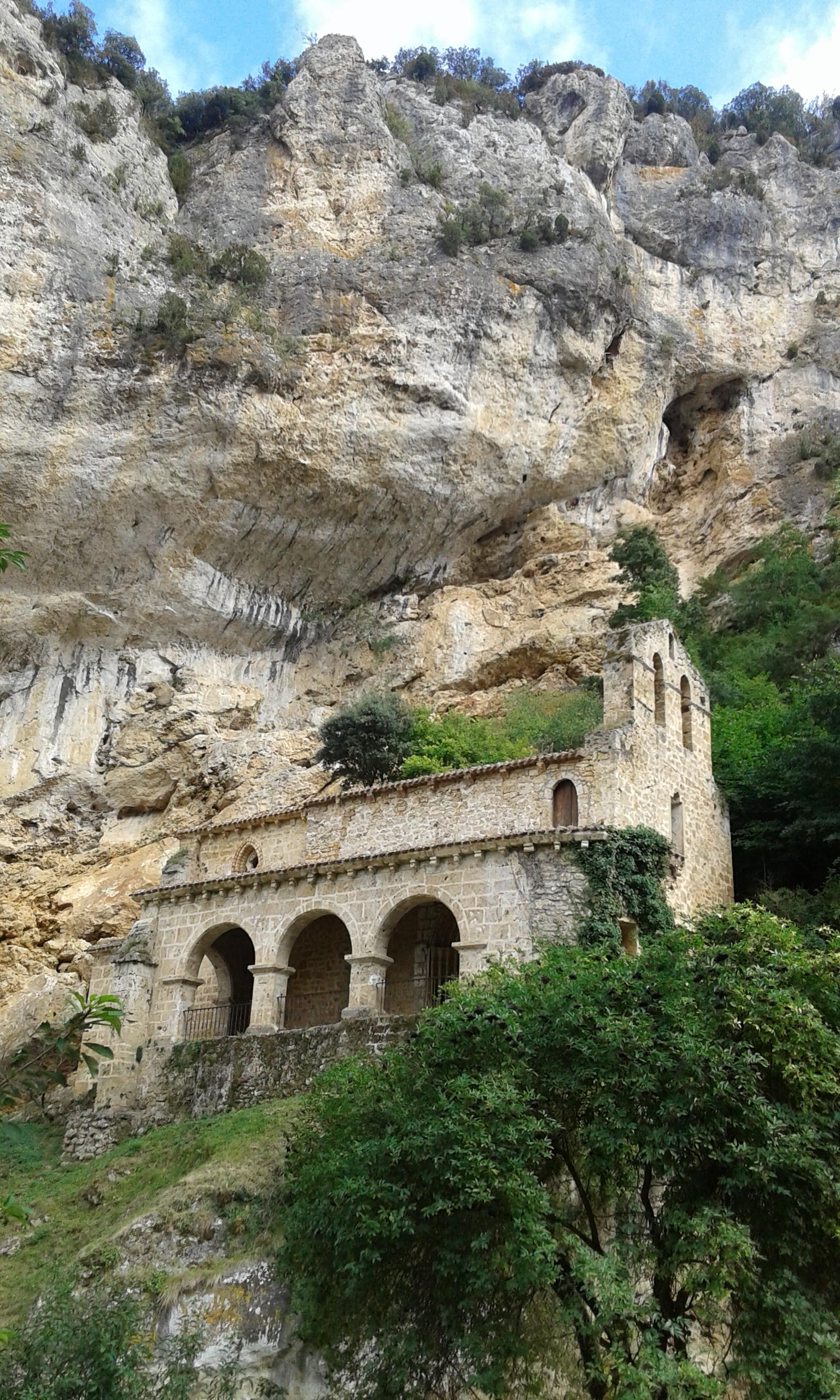
Ermita medieval de Santa María de la Hoz, encajada en el desfiladero del río Molinar

## Localidades limítrofes
Confina con las siguientes localidades:
- Al noreste con Frías.
- Al sureste con Valderrama.
- Al sur con Ranera.
- Al suroeste con Barcina de los Montes.
- Al oeste con Villanueva de los Montes.
- Al noroeste con Quintanaseca.

## Demografía
Evolución de la población
| Gráfica de evolución demográfica de Tobera entre 2000 y 2017       |
|                                                                    |
| Población de derecho (2000-2017) según el padrón municipal del INE |

## Historia
Así se describe a Tobera en el tomo xv del Diccionario geográfico-estadístico-histórico de España y sus posesiones de Ultramar, obra impulsada por Pascual Madoz a mediados del siglo XIX:

Barrio en la provincia de Burgos, partido judicial de Briviesca y término jurisdiccional de Frías (V.).
Diccionario geográfico-estadístico-histórico de España y sus posesiones de Ultramar